# Leipzig-Seehausen
Pour les articles homonymes, voir Seehausen.
Leipzig-Seehausen est un quartier de Leipzig en Allemagne.
Fondé en 1150, le village est intégré à la ville depuis le 1er juillet 1997.
Le parc des expositions de Leipzig (Leipziger Messegelände) s'y trouve.

## Géographie
Le quartier se situe à la frontière nord de Leipzig.
| Rackwitz             | Krostitz                                                  |                 |
| Leipzig-Wiederitzsch | Leipzig-Seehausen                                         | Jesewitz Taucha |
|                      | Leipzig-Mockau-Nord Leipzig-Thekla Leipzig-Plaußig-Potitz |                 |

## Population
Le quartier comptait 2 288 habitants le 1er janvier 2017 selon le registre des déclarations domiciliaires, c'est-à-dire 125 hab./km2.